# بنكسية شائكة
بنكسية شائكة (الاسم العلمي:Banksia aculeata) هي نوع نباتي يتبع جنس البنكسية من فصيلة البروطية.